# Stevi Perry
Stevi Laure Perry es una modelo y Miss Teen USA ganadora de la edición correspondiente al año 2008 siendo ganadora de Organización Miss Universo con Crystle Stewart (Miss USA) y Dayana Mendoza (Miss Universo).

## Biografía
Stevi nació el 5 de julio de 1990 en la ciudad de Hamburgo en Estados Unidos.
Estudió en Hamburg High School.

## Miss Teen USA
Stevi ganó Miss Arkansas Teen USA el 25 de noviembre de 2007 después compitió en Miss Teen USA 2008.
En agosto del 2008, Perry representó a Arkansas en Miss Ten USA 2008 realizado en Bahamas.
La coronó su antecesora Hillary Cruz.

## Televisión
Perry participó en Days of Ours Lives.